# The Freshman (1925)
The Freshman (bra: O Calouro; prt: O Caloiro) é um filme estadunidense de 1925, do gênero comédia, dirigido por Fred C. Newmeyer e Sam Taylor. 
Eleita pelo American Film Institute como uma das 100 melhores comédias de todos os tempos (79ª posição).

## Sinopse
Estudante nerd vai fazer de tudo para se tornar popular na faculdade.  

## Elenco
- Harold Lloyd
- Jobyna Ralston
- Brooks Benedict
- James Anderson
- Hazel Keener[3]